# Dammtjärnen, Halland
Dammtjärnen är en sjö i Mölndals kommun i Halland och ingår i Kungsbackaåns huvudavrinningsområde. Sjön är 7,5 meter djup, har en yta på 0,019 kvadratkilometer och är belägen 60 meter över havet.